# Alexandre François Laurent Lepoitevin
Pour les articles homonymes, voir Lepoitevin.
Alexandre François Laurent Lepoitevin est un homme politique français né le 10 août 1745 à Rennes et mort le 10 juin 1840 à Paris.
Fils d'un avocat au Parlement de Bretagne, il effectue ses études à Paris au collège de Montaigu. Avocat, il est inscrit au barreau de Rennes en 1767. Sous l'Empire, il est nommé juge au tribunal d'appel de la Seine en 1811, puis conseiller et président de chambre à la cour d'appel, poste qu'il conserve sous la Restauration. Il est pair de France de 1831 à 1840, soutenant la Monarchie de Juillet.

## Sources
- « Alexandre François Laurent Lepoitevin », dans Adolphe Robert et Gaston Cougny, Dictionnaire des parlementaires français, Edgar Bourloton, 1889-1891 [détail de l’édition]